# 栗東ステークス
栗東ステークス(りっとうステークス)は日本中央競馬会(JRA)京都競馬場のダート1400mで施行される中央競馬のリステッド競走。名前の由来は滋賀県にある栗東市から来ており同市にはJRAの栗東トレーニングセンターがある。

## 概要
1984年に栗東町制30周年記念として「栗東特別」が京都競馬場ダート1400mで施行された。1984年と1985年はダート1400mで施行していたが翌年の1986年には芝1400m、その後芝1600m、芝2000mと年々変更されて施行されていたが、1990年からダート1400mとして施行されるようになった。しかし1997年からダート1200mで施行されていた。現在のダート1400m戦として施行されるようになったのは2010年からである。
賞金は1着2400万円、2着960万円、3着600万円、4着360万円、5着240万円となっている。

## 歴史
- 1984年　京都競馬場の5歳(現4歳)以上ダート1400mの「栗東特別」として施行。
- 1986年　芝1400mに変更。
- 1987年　芝1600mに変更。
- 1989年　芝2000mで施行。
- 1990年　ダート1400mに変更。
- 1994年　京都競馬場の馬場改修工事の影響で阪神競馬場で代替開催。
- 1996年

- 芝1600mで施行。
- 指定交流競走に指定。

- 1997年　ダート1200mに変更。
- 2001年　別定からハンデ戦に変更。
- 2010年　ダート1400mに変更。
- 2019年　リステッド競走に指定[6][7][8]。
- 2020年　新型コロナウイルス感染症の影響により、観客を入れない「無観客競馬」で施行[9][10][11]。
- 2021年

- 京都競馬場の改修工事に伴い中京競馬場にて代替開催。(2022年も同様)
- 特別指定交流競走に指定。
- 「栗東市制施行20周年記念」の副題がついて施行

## 歴代優勝馬
コース種別を表記していない距離は、ダートコースを表す。(1984年〜89年・1996年は芝)
優勝馬の馬齢は、現行表記に揃えている。
| 施行日        | 競馬場 | 距離  | 条件       | 優勝馬             | 年齢 | タイム | 優勝騎手     | 管理調教師 | 馬主                           |
| ------------- | ------ | ----- | ---------- | ------------------ | ---- | ------ | ------------ | ---------- | ------------------------------ |
| 1984年2月19日 | 京都   | 1400m | 800万下    | ニシノイブ         | 牝4  | 1:24.7 | 田所秀孝     | 田所秀雄   | 西山正行                       |
| 1985年2月17日 | 京都   | 1400m | 900万下    | ニシノイブ         | 牝5  | 1:25.3 | 田所秀孝     | 田所秀雄   | 西山正行                       |
| 1986年4月20日 | 京都   | 1400m | オープン   | ドミナスローズ     | 牝5  | 1:23.3 | 玉谷峰男     | 玉谷敬治   | 太田美津子                     |
| 1987年5月3日  | 京都   | 1600m | オープン   | イブキバレリーナ   | 牝5  | 1:37.4 | 増井裕       | 領家政蔵   | 伊吹                           |
| 1988年4月24日 | 京都   | 1600m | オープン   | ヒデリュウオー     | 牡4  | 1:36.2 | 安田隆行     | 大沢真     | 梅沢光行                       |
| 1989年4月23日 | 京都   | 2000m | 1400万下   | ニホンピロマーチ   | 牡5  | 2:03.8 | 武豊         | 伊藤雄二   | 小林百太郎                     |
| 1990年4月21日 | 京都   | 1400m | オープン   | ベストセーリング   | 牡4  | 1:23.8 | 小島貞博     | 戸山為夫   | 高田久成                       |
| 1991年4月20日 | 京都   | 1400m | オープン   | パッシングルート   | 牡5  | 1:22.7 | 西浦勝一     | 山内研二   | 山本菊一                       |
| 1992年4月25日 | 京都   | 1400m | オープン   | ディープグローリー | 牡6  | 1:23.0 | 熊沢重文     | 宮本悳     | 北川威                         |
| 1993年4月24日 | 京都   | 1400m | オープン   | メイショウホムラ   | 牡5  | 1:22.9 | 松永幹夫     | 高橋成忠   | 松本好雄                       |
| 1994年4月23日 | 阪神   | 1400m | オープン   | マルタカトウコウ   | 牡4  | 1:23.0 | 鈴木寿       | 吉永正人   | 高橋義和                       |
| 1995年4月22日 | 京都   | 1400m | オープン   | マルタカトウコウ   | 牡5  | 1:22.3 | 田面木博公   | 吉永正人   | 高橋義和                       |
| 1996年4月20日 | 京都   | 1800m | オープン   | オースミタイクーン | 牡5  | 1:46.2 | 武豊         | 武邦彦     | 山路秀則                       |
| 1997年5月11日 | 京都   | 1200m | オープン   | レザームーン       | 牡5  | 1:11.3 | 河内洋       | 高橋隆     | 齋藤四方司                     |
| 1998年5月17日 | 京都   | 1200m | オープン   | ジェットアラウンド | 牡4  | 1:10.2 | 芹沢純一     | 池江泰郎   | (有)ロイヤルファーム           |
| 1999年5月16日 | 京都   | 1200m | オープン   | フラワータテヤマ   | 牝5  | 1:09.6 | 安田康彦     | 安田伊佐夫 | 辻幸雄                         |
| 2000年5月14日 | 京都   | 1200m | オープン   | ブロードアピール   | 牝6  | 1:09.2 | 松永幹夫     | 松田国英   | 金子真人                       |
| 2001年5月6日  | 京都   | 1200m | オープン   | ゴールドメーカー   | 牡4  | 1:10.9 | 小林徹弥     | 大根田裕之 | 加藤充彦                       |
| 2002年5月12日 | 京都   | 1200m | オープン   | ディバインシルバー | 牡4  | 1:09.6 | 穂苅寿彦     | 和田正道   | 櫻井正                         |
| 2003年5月18日 | 京都   | 1200m | オープン   | ディバインシルバー | 牡5  | 1:11.7 | 四位洋文     | 和田正道   | 櫻井正                         |
| 2004年5月16日 | 京都   | 1200m | オープン   | ブイヤマト         | 牡5  | 1:10.6 | 小池隆生     | 池添兼雄   | 山田博康                       |
| 2005年5月15日 | 京都   | 1200m | オープン   | ブルーコンコルド   | 牡5  | 1:09.9 | 幸英明       | 服部利之   | (株)萩伏レーシング・クラブ     |
| 2006年5月14日 | 京都   | 1200m | オープン   | サクラビジェイ     | 牡4  | 1:10.4 | 石橋守       | 小島太     | (株)さくらコマース             |
| 2007年5月13日 | 京都   | 1200m | オープン   | バンブーエール     | 牡4  | 1:11.3 | 幸英明       | 安達昭夫   | (有)バンブー牧場               |
| 2008年5月18日 | 京都   | 1200m | オープン   | スリープレスナイト | 牝4  | 1:10.7 | 上村洋行     | 橋口弘次郎 | (有)サンデーレーシング         |
| 2009年5月17日 | 京都   | 1200m | オープン   | ミリオンディスク   | 牡5  | 1:09.4 | 村田一誠     | 荒川義之   | (有)社台レースホース           |
| 2010年5月16日 | 京都   | 1400m | オープン   | セイクリムズン     | 牡4  | 1:23.0 | 岩田康誠     | 服部利之   | 金田成基                       |
| 2011年5月15日 | 京都   | 1400m | オープン   | トーホウドルチェ   | 牝6  | 1:22.7 | 幸英明       | 田島良保   | (株)東豊物産                   |
| 2012年5月13日 | 京都   | 1400m | オープン   | ファリダット       | 牡7  | 1:23.1 | 佐藤哲三     | 松元茂樹   | 前田幸治                       |
| 2013年5月12日 | 京都   | 1400m | オープン   | マルカバッケン     | 牡6  | 1:10.3 | 武豊         | 増本豊     | (株)河長産業                   |
| 2014年5月18日 | 京都   | 1400m | オープン   | キョウワダッフィー | 牡6  | 1:23.1 | 竹之下智昭   | 笹田和秀   | (有)協和牧場                   |
| 2015年5月17日 | 京都   | 1400m | オープン   | エイシンゴージャス | 牝4  | 1:22.6 | 幸英明       | 大久保龍志 | (株)栄進堂                     |
| 2016年5月15日 | 京都   | 1400m | オープン   | キングズガード     | 牡5  | 1:23.4 | 藤岡佑介     | 田中章博   | (有)日進牧場                   |
| 2017年5月14日 | 京都   | 1400m | オープン   | サイタスリーレッド | 牡4  | 1:22.6 | 高倉稜       | 佐藤正雄   | 西村憲人                       |
| 2018年5月13日 | 京都   | 1400m | オープン   | ウインムート       | 牡5  | 1:22.7 | 松山弘平     | 加用正     | (株)ウイン                     |
| 2019年5月12日 | 京都   | 1400m | リステッド | ノボバカラ         | 牡7  | 1:22.9 | 松山弘平     | 森秀行     | (株)LS.M                       |
| 2020年5月17日 | 京都   | 1400m | リステッド | サクセスエナジー   | 牡6  | 1:21.9 | 酒井学       | 北出成人   | 高嶋哲                         |
| 2021年5月16日 | 中京   | 1400m | リステッド | メイショウオーパス | 牡6  | 1:23.2 | 幸英明       | 飯田祐史   | 松本好雄                       |
| 2022年5月15日 | 中京   | 1400m | リステッド | レディバグ         | 牝4  | 1:23.0 | 酒井学       | 北出成人   | (株)ゴールドアップ・カンパニー |
| 2023年5月14日 | 京都   | 1400m | リステッド | アイオライト       | 牡6  | 1:23.4 | 岩田望来     | 武藤善則   | 田頭勇貴                       |
| 2024年5月12日 | 京都   | 1400m | リステッド | サンライズアムール | 牡5  | 1:23.6 | 坂井瑠星     | 小林真也   | (株)ライフハウス               |
| 2025年5月18日 | 京都   | 1400m | リステッド | コンティノアール   | 牡5  | 1:22.4 | A.シュタルケ | 矢作芳人   | (株)ライオンレースホース       |